# 1-nonanol
1-nonanolul (denumit și alcool n-nonilic sau alcool pelargonic) este un compus organic cu formula chimică CH3(CH2)8OH. Este un compus incolor lichid și uleios, cu un miros de citrice. Se regăsește în uleiul de portocale. Esterii săi sunt utilizați ca agenți de parfumare și aromatizare.